# Aeroporto Internacional de Nova Orleães Louis Armstrong
O Aeroporto Internacional de Nova Orleães Louis Armstrong (em inglês: Louis Armstrong New Orleans International Airport) (IATA: MSY, ICAO: KMSY) é um aeroporto internacional localizado no Kenner, que serve principalmente a cidade de Nova Orleães no estado da Louisiana, nos Estados Unidos.